# Štefan Danko
Štefan Danko (Kassa, 1946. október 20.) szlovák zoológus, ornitológus.

## Élete
A kassai Pavol Jozef Šafárik Egyetem Természettudományi Karán végzett általános biológia szakon. 1973-tól a nagymihályi Zempléni Múzeumban dolgozott mint zoológus és a természettudományi gyűjteményt és kiállítást gyarapította. 2007-ben nyugdíjba vonult. Nagymihályon él.
Előbb a kelet-szlovákiai vízimadarak, ragadozók és baglyok kerültek szűkebb érdeklődési körébe, majd később a denevérek kerültek a fókuszába. Az ungszennai halastavak és a Szalánci-hegység madárvilágát is hosszú időn át kutatta. 2000-től azonban az új tulajdonossal nézeteltéréseik voltak, mivel nem kedvelte a madárkutatókat. 1995–2002 között koordinálta a kelet-szlovákiai madárvilág felméréseit. Kiadányok sorában szerepelnek fényképei. Kaktuszok gyűjtésével is foglalkozik.

## Művei
- 2002 Rozšírenie vtákov na Slovensku (szerk.)
- 2008 Vtáctvo Vihorlatských vrchov a ich predhorí (tsz.)
- 2010 Vtáctvo Slanských vrchov a ich predhorí (tsz.)
- 2011 Vtáctvo Senného v minulosti a dnes
- 2011 Netopiere Vihorlatských vrchov
- 2012 Cicavce Slovenska (tsz.)